# Rester
Rester er en novellesamling skrevet af den danske forfatter Helle Helle. Bogen er udgivet i 1996 på bogforlaget Samleren (ISBN 87-568-1365-1). Rester blev genudgivet i 2008.
Rester blev udgivet efter Helle Helles debutroman Eksempler på liv og er hendes første novellesamling. Novellesamlingen indeholder bl.a. novellerne En stol for lidt og Fasaner. Novellesamlingen blev modtaget positivt af anmelderne, og anses som hendes gennembrud.

## Eksterne links
- Anmeldelse af Rester på litteratursiden.dk